# Naraka: Bladepoint
Naraka: Bladepoint är ett battle royale-spel där upp till 60 spelare slåss mot varandra för att bli den sista överlevande. Spelet innehåller kampsportsinspirerad närstrid och har ett stridssystem baserat på sten, sax, påse. Det finns många arsenaler av närstridsvapen och avståndsvapen att välja mellan, såväl som en gripkrok som kan användas för både strid och övergång. Dessutom har varje hjälte unika färdigheter och talanger, vilkа du kan anpassa för att passa din spelstil.
Naraka: Bladepoint utgår från Morus Island där hjältar samlas för strid. Spelare kan ställa sig i kö för antingen solospel eller i duos eller trios och kan välja mellan mer än nio olika karaktärer, medan var och en av dessa har två färdigheter (F skill och Ultimate). Bland de nio karaktärerna finns "Kurumi Tsuchimikado" som är baserad på Onmyoji-arketypen.
Naraka: Bladepoint tillkännagavs officiellt under Game Awards 2019-ceremonin den 12 december 2019.
Den 5 november 2021 tillkännagav 24 Entertainment det inledande Naraka: Bladepoint World Championship (NBWC), komplett med en prispott på $1,5 miljoner. Det inledande NBWC kommer att ske i början av 2022r.

## Mottagande
Naraka: Bladepoint fick "blandade eller genomsnittliga" recensioner enligt recensionen aggregator Metacritic.
Naraka: Bladepoint nominerades som bästa flerspelarspel 2021 av Golden Joystick Awards den 19 oktober 2021, vilket är ett av de äldsta spelpriserna globalt.